# 가시와모리역
가시와모리역(일본어: 柏森駅)은 일본 아이치현 니와군 후소정에 위치한 나고야 철도 이누야마선의 철도역이다. 역 번호는 IY 11이며, 단선 · 섬식의 형태를 합친 2면 3선 구조의 복합 승강장을 갖춘 지상역이다.

## 타는 곳
| 1 | ■ 이누야마 선 | 상행 | 지하철 쓰루마이 선 경유 후시미 방면                                                          | 당 역 시발            |
| 2 | ■ 이누야마 선 | 하행 | 후소 · 이누야마 · 신우누마 · 기후 · 신카니 방면                                              |                       |
| 3 | ■ 이누야마 선 | 하행 | 고난 · 이와쿠라 · 나고야 · 도요하시 · 주부코쿠사이쿠코 · 지하철 쓰루마이 선 경유 후시미 방면 | 이누야마 방면으로부터 |

## 이용 현황
- 2013년 기준 : 10,337명

## 역 주변
- 가시와모리 역 앞 우체국

## 인접 역
| 나고야 철도 이누야마선          | 나고야 철도 이누야마선                   | 나고야 철도 이누야마선       |
| ------------------------------- | ---------------------------------------- | ---------------------------- |
| IY 10 고난 비와지마 분기점 방면 | □ 뮤 스카이                              | 이누야마 IY 15 신우누마 방면 |
| IY 10 고난 비와지마 분기점 방면 | □ 쾌속 특급 · ■ 특급                     | 이누야마 IY 15 신우누마 방면 |
| IY 10 고난 비와지마 분기점 방면 | □ 쾌속 급행 · ■ 급행 · ■ 준특급 · ■ 보통 | 후소 IY 12 신우누마 방면     |